# Rocca Santo Stefano
Rocca Santo Stefano est une commune italienne de la ville métropolitaine de Rome Capitale, dans la région du Latium.

## Géographie
Rocca Santo Stefano est située au sud des monts Ruffiens.

## Administration
| Période                                  | Période | Identité | Étiquette | Qualité |
| ---------------------------------------- | ------- | -------- | --------- | ------- |
|                                          |         |          |           |         |
| Les données manquantes sont à compléter. |         |          |           |         |

### Communes limitrophes
Affile, Bellegra, Canterano, Gerano, Subiaco.